# Ажуда, Салвадор и Санту-Илдефонсу
Ажуда, Салвадор и Санту-Илдефонсу (порт. Ajuda, Salvador e Santo Ildefonso)  —  район (фрегезия) в Португалии,  входит в округ Порталегре. Является составной частью муниципалитета  Элваш. По старому административному делению входил в провинцию Алту-Алентежу. Входит в экономико-статистический  субрегион Алту-Алентежу, который входит в Алентежу. Население составляет 2061 человек на 2001 год. Занимает площадь 91,06 км².
Покровителем района считается Дева Мария (порт. Nossa Senhora da Ajuda, Santíssimo Salvador e Santo Ildefonso). 